# 梶原清晴
梶原 清晴（かじわら きよはる、1925年〈大正14年〉10月5日 - 1971年〈昭和46年〉7月25日）は、日本のヤクザである。暴力団・三代目山口組若頭（1968年～1971年）、梶原組初代組長。

## 来歴
大正14年（1925年）、神戸市兵庫区で生まれた。高等小学校卒業後、川崎重工業の工員となった。その頃から不良となった。 
昭和25年（1950年）頃、三代目山口組・田岡一雄組長の舎弟・坂口敬三の若衆となり、山口組興行部（後の神戸芸能社）で手伝いをした。

昭和28年（1953年）1月4日午後5時、山口組興行部番頭・西本一三とともに、田岡一雄から神戸市生田区橘通2丁目の山口組事務所に呼ばれ、鶴田浩二への襲撃を命じられた。

昭和29年（1954年）9月3日、山口組と谷崎組の抗争事件が勃発した。
昭和38年（1963年）、国鉄三宮駅前に、地下街「さんちかタウン」が建設されることが決まり、山本健一がさんちかタウンの工事の用心棒を請け負うことになったが、間もなく山本が逮捕・収監され、吉川勇次と地道行雄が、さんちかタウンの用心棒を山口組直轄で行うようにした。地道は岡精義を通じてさんちかタウンの建設を請け負った建設会社から用心棒代を出させた。
同年3月、警察庁は、神戸・山口組、神戸・本多会、大阪・柳川組、熱海・錦政会、東京・松葉会の5団体を広域暴力団と指定し、25都道府県に実態の把握を命じた。
同年8月、田岡一雄は、協議機関「七人衆」を設置した。若頭・地道、舎弟頭・松本一美、藤村唯夫、松本国松、安原武夫、岡精義、三木好美が七人衆になった。
同年12月13日、田岡一雄は、山口組「御事始」（または、「正月事始」。通称「事始め」）の席で若頭補佐を新設した。吉川勇次、山本健一、菅谷政雄、梶原が若頭補佐に任命された。
昭和39年（1964年）1月、「暴力取締対策要綱」が作られた。
同年2月、警視庁は「組織暴力犯罪取締本部」を設置し、暴力団全国一斉取締り（第一次頂上作戦）を開始した。
同年3月26日、警察庁は改めて広域10大暴力団を指定した。10大暴力団は、神戸・山口組、神戸・本多会、大阪・柳川組、熱海・錦政会、東京・松葉会、東京・住吉会、東京・日本国粋会、東京・東声会、川崎・日本義人党、東京・北星会だった。
同年5月23日、田岡一雄は、東京で倒れ、渋谷区セントラル病院に入院した。

昭和40年（1965年）、山口組に対する第一次頂上作戦が本格化した。
昭和43年（1968年）2月7日、田岡一雄は地道行雄を若頭から解任、後任の若頭に梶原を据えた。若頭補佐には山本健一、山本広、中山美一、白神英雄（白神一朝とも名乗った）、小田秀臣、小田芳一が任命された。
昭和44年（1969年）4月25日、恐喝容疑で兵庫県警に逮捕された。
昭和46年（1971年）5月、山口組は、傘下組織478団体、組員10508人となった。
同年7月5日、山口組の機関紙である季刊誌『山口組時報』が創刊された（発行人は梶原、編集人は小田秀臣）。7月25日に鹿児島県硫黄島で磯釣りの最中に高波にさらわれ溺死した。満46歳没。

## 梶原清晴関連の映画・オリジナルビデオ
- 『三代目襲名』（1974年、東映）、梶原清晴役は、青木卓司